# Johnny Cecotto
Johnny Alberto Cecotto Persello (Caracas, Venezuela; 25 de enero de 1956) más conocido como Johnny Cecotto, es un expiloto de motociclismo y automovilismo venezolano, dos veces campeón mundial de motociclismo y piloto de Fórmula 1. Es padre de Johnny Cecotto Jr. y de Jonathan Alberto Cecotto, también pilotos.

## Carrera deportiva

### En motociclismo
Este hijo de inmigrantes italianos, es una de las pocas personas que ha competido en los grandes premios de motociclismo y automovilismo. Junto con Ivan Palazzese (otro italo-venezolano de renombre en el motociclismo) y el campeón Carlos Lavado (ganador de dos títulos mundiales en la categoría de 250cc, siendo los dos únicos venezolanos ganadores de campeonatos mundiales de motociclismo de velocidad, que obtuvieron galardones a nivel internacional para Venezuela.
Cecotto había ganado el Campeonato Nacional Venezolano en 1973 y 1974, cuando en 1975 saltó a la fama internacional en la carrera de motocicletas Daytona 200, rindiendo uno de los más grandes desempeños de la historia del evento. Compitiendo como un virtual desconocido a bordo de una Yamaha TZ700, cliente del equipo del importador venezolano de Yamaha Venemotos, y empezando en último lugar en la parrilla de salida, Cecotto superó a casi todos los demás competidores hasta colocarse en el tercer lugar, relegando al quince veces campeón mundial de la época, Giacomo Agostini, al cuarto lugar en el proceso. 

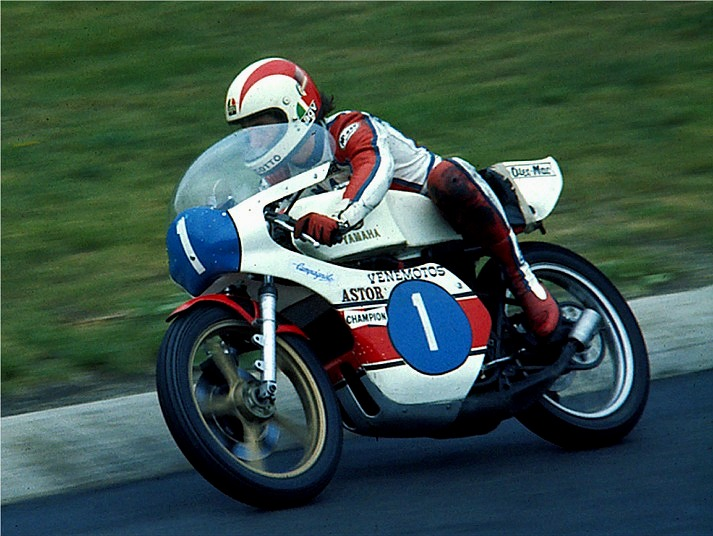
Cecotto sobre una Yamaha TZ 350 en 1976.

En el año 1975 se convirtió en el campeón mundial más joven en la historia del motociclismo, ganando el título en la categoría de 350cc.Después de Daytona, Cecotto llegó a Europa para competir en el Campeonato Mundial de Motociclismo, donde continuó su ascenso ganando las carreras de 250cc y 350cc en su primer Gran Premio en Francia. A los diecinueve años de la edad, se convirtió en el campeón mundial más joven en la historia del motociclismo al ganar el título de 350cc. Cecotto volvió a Venezuela, donde tuvo una bienvenida de héroe, con miles de venezolanos llenando la ruta desde el aeropuerto a Caracas.
En 1976, Cecotto volvió a Daytona, ahora con apoyo total de Yamaha y la escudería Venemotos. Esta vez salió victorioso después de una lucha con el campeón estadounidense Kenny Roberts. En la temporada de Grand Prix de 1976, perdió su corona de 350cc en una apretada batalla con Walter Villa. Al principio de la temporada 1977, resultó gravemente herido en un accidente ocurrido en el Gran Premio de Austria, accidente que costó la vida del competidor suizo Hans Stadelmann. Cecotto terminó tercero en la persecución del título de 500cc y agregó el Campeonato Mundial de 750cc a sus títulos mundiales. En 1979 sufrió una rotura de rótula en el Gran Premio de Austria, en Salzburgring, y perdió la mitad de la temporada. Cecotto siguió corriendo en la temporada de Grand Prix de 1980, pero las consecuencias de sus numerosas heridas comprometieron su carrera. Después de dicha temporada, decidió dejar el motociclismo para seguir su carrera en las competencias automovilísticas.

### En automovilismo

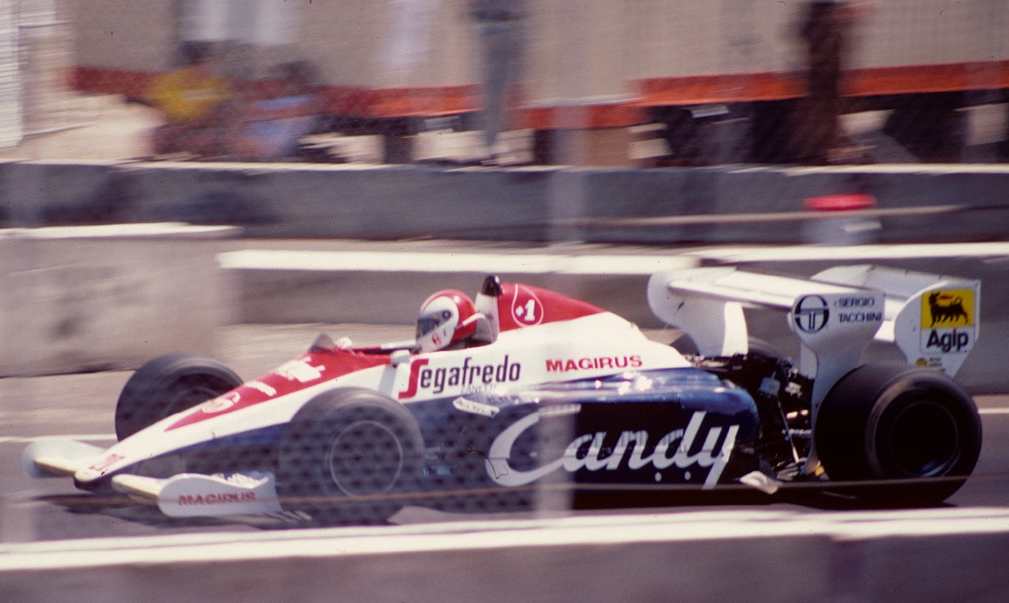
Johnny en el Gran Premio de Estados Unidos de 1984.

Tuvo 2 participaciones en el Giro d'Italia Automovilístico, en 1979 con un Triumph Dolomite, en 1980 con un Porsche 930 junto a Serena Pittoni
El 13 de septiembre de 1980 participó en la ronda 9 del BMW M1 Procar Championship bajo el equipo GS Team, en el autódromo Enzo e Dino Ferrari, en Imola
El 22 de marzo de 1981 ganó las 4 Horas de Monza desde la pole con el equipo Eggenberger Racing Team (BMW Italia) junto al italiano Umberto Grano y al alemán Helmut Kelleners. Participó en las 6 Horas de Mugello el 12 de abril de ese 1981, saliendo desde la novena posición junto a Teo Fabi, pero un fallo de la caja de cambios los sacó de la carrera. También en este año, sucedería su primera participación de las 24 Horas de Le Mans fue el 14 de junio de 1981 con un BMW M1 pilotado también por Bernard Darniche y Phillipe Alliot. Fue reemplazo del fallecido el piloto italiano Riccardo Palletti en el equipo Osella Ford Cosworth Michelin y Pirelli para la penultima del calendario el Gran Premio de Italia los dias 10, 11 y el 12 de septiembre de 1982 con victoria de Rene Alexandre Arnoux y el Renault Turbo Comprimido.
El 31 de julio de 1983 pilotaría un BMW 635 CSi de nuevo junto a Grano y Kelleners, esta vez para las 24 Horas de Spa, saliendo desde la quinta posición en parrilla, más sin embargo, no finalizaron la carrera debido a una falla en el diferencial. el 18 de septiembre de este año iba a correr los 1000 kilómetros de Brands Hatch, junto a Dieter Quester, sin embargo al final no sucedió. Estaba en la lista para correr los 1000 kilómetros de Fuji el 2 de octubre de ese año, junto a Fulvio Ballabio y Max Welti, sin embargo Cecotto no pilotó. El auto comenzó en la decimonovena posición y finalizó décimo.
Se suponía iba a conducir los 500 kilómetros de Monza el 1 de abril de 1984, junto a Marc Surrer, sin embargo problemas de motor les impidieron siquiera empezar la carrera. Estaba enlistado para correr las 24 Horas de Spa junto a Gianfranco Brancatelli, Marc Surer y Helmut Kelleners, más no pudo participar debido a su lesión en la clasificación del Gran Premio de Gran Bretaña de Fórmula 1 de dicho año. El auto salió 5to y no finalizó debido a un incidente de carrera.
En cuanto a los monoplazas, debutó con el equipo Minardi en el Campeonato Europeo de Fórmula Dos de 1980. En la temporada 1982, manejando para el equipo de March Engineering, ganó tres carreras y terminó la temporada empatado en el primer lugar con su compañero de equipo, Corrado Fabi, pero fue clasificado como segundo por el sistema de puntuación. No obstante, su desempeño llamó la atención y le fue ofrecido un asiento en Fórmula 1 para el año siguiente. Allí, Cecotto tomó parte en 23 grandes premios, debutando en el 13 de marzo de 1983 con el equipo Theodore. Tuvo un comienzo prometedor, con un sexto lugar ya en su segunda carrera. Sin embargo, el equipo sufrió una falta de financiación y fue forzado a quedarse fuera en las dos citas finales. Para la temporada de 1984 se unió al equipo Toleman, teniendo a Ayrton Senna como compañero de equipo. En las clasificaciones para el Gran Premio de Gran Bretaña tuvo un serio accidente, rompiéndose ambas piernas, terminando así su carrera en la Fórmula 1. En una confesión registrada en una entrevista en el semanario italiano Autosprint, Ayrton Senna reconocía que el compañero de equipo más competitivo que jamás tuvo fue Johnny Cecotto.
Regresó a las pistas en 1985, para los 500 kilómetros de Salzburgring junto a Dieter Quester, en un BMW 635 CSI, comenzando en la novena posición y finalizando en el séptimo puesto. Una vez más manejo en las 24 Horas de Spa junto a Dieter Quester y Markus Oestreich, logrando la que sería su mejor participación hasta el momento, saliendo desde el séptimo puesto en parrilla, y finalizando en el segundo puesto. El 20 de octubre de 1985 condujo las 4 Horas de Jarama, una vez más con el BMW 635 CSI y esta vez junto a Roberto Ravaglia, saliendo séptimo y finalizando en la misma posición
Ya en 1986 corrió el 23 de marzo en los 500 kilómetros de Monza, ahora con un Volvo 240 Turbo junto a Thomas Lindström. El auto comenzó en la tercera posición, y no finalizó debido a un fallo en la batería. Corrió los 500 kilómetros de Donnington también junto a Thomas Lindström. partieron desde la Pole, sin embargo, abandonaron la carrera por un fallo en la caja de cambios. Una semana después se presentó para los 500 kilómetros de Hochenheim, también con Lindström, partiendo desde el 6.º Puesto, y terminando victoriosos. En los 500 kilómetros de Misano corrió junto a Anders Olofsson partiendo cuartos y logrando el segundo puesto. En Anderstorp se clasificaron 5.º, y fueron descalificados por combustible ilegal. En Brno partieron 4.º finalizando en el tercer cajón del podio. Para los 500 kilómetros de Zeltweg, partían segundos, sin embargo fueron descalificados por irregularidades en el tamaño del tanque de combustible
Ganó el campeonato italiano de 1989. De 1988 a 1992, Cecotto compitió en el Deutsche Tourenwagen Meisterschaft y manejando un BMW M3 del equipo Schnitzer, terminó en segundo lugar en la temporada de 1990 y acumuló 14 victorias. En 1994 y 1998, ganó el Campeonato Alemán de Superturismos para BMW, logrando un total de 12 victorias. En 2001 y 2002, cambió al Irmscher Opel Omega y ganó el campeonato alemán Star V8.
En el año 1996 compitió en las 24 Horas de Le Mans, con un BMW McLaren F1 GTR de la categoría GT1. Fue compañero de equipo del tres veces campeón de Fórmula 1 Nelson Piquet y Danny Sullivan. También corrió en el año 1998 dicha carrera, pero con el BMW V12 LM, junto a los pilotos Joachim Winkelhock (Quien es tío de Markus Winkelhock) y Pierluigi Martini, donde fueron retirados tras 43 vueltas de haber sido comenzada la carrera

## Vida personal
Su hijo mayor, Johnny Cecotto Jr., corrió desde el año 2006 en Fórmula 3 en Alemania, pero su primer gran éxito llegó en 2012, de la mano de la escudería Barwa Adax en el trazado urbano de Mónaco, al ganar en la categoría de monoplazas GP2 a los 22 años de edad.
Su hijo pequeño, Jonathan Alberto, comenzó corriendo en karts y ahora participa en la Fórmula 4 alemana, con el equipo Motopark.

## Resultados

### Campeonato del Mundo de Motociclismo

#### Carreras por año
Sistema de puntuación desde 1969 hasta 1987:
| Posición | 1.º | 2.º | 3.º | 4.º | 5.º | 6.º | 7.º | 8.º | 9.º | 10.º |
| Puntos   | 15  | 12  | 10  | 8   | 6   | 5   | 4   | 3   | 2   | 1    |

(Carreras en negrita indica pole position, carreras en cursiva indica vuelta rápida)
| Año  | Categ. | Equipo | Moto    | 1       | 2       | 3       | 4       | 5       | 6       | 7       | 8       | 9       | 10      | 11    | 12      | Puntos | Pos. | Victorias |
| ---- | ------ | ------ | ------- | ------- | ------- | ------- | ------- | ------- | ------- | ------- | ------- | ------- | ------- | ----- | ------- | ------ | ---- | --------- |
| 1975 | 250cc  | Yamaha | FRA 1   | ESP Ret |         | GER Ret | NAT 2   | IOM -   | NED Ret | BEL 1   | SWE Ret | FIN 2   | CZE Ret | YUG   |         | 54     | 4.º  | 2         |
| 1975 | 350cc  | Yamaha | FRA 1   | ESP 2   | AUT Ret | GER 1   | NAT 1   | IOM -   | NED 5   |         |         | FIN 1   | CZE Ret | YUG - |         | 78     | 1.º  | 4         |
| 1976 | 350cc  | Yamaha | FRA 2   | AUT 1   | NAT 1   | YUG Ret | IOM -   | NED 8   |         |         | FIN NC  | CZE Ret | GER 2   | ESP 4 |         | 65     | 2.º  | 2         |
| 1976 | 500cc  | Yamaha | FRA 2   | AUT Ret | NAT Ret |         | IOM -   | NED DNS | BEL -   | SWE -   | FIN -   | CZE -   | GER Ret |       |         | 12     | 19.º | 0         |
| 1977 | 350cc  | Yamaha | VEN 1   | AUT Ret | GER -   | NAT INJ | ESP -   | FRA -   | YUG -   | NED -   |         | SWE Ret | FIN Ret | CZE 1 | GBR Ret | 30     | 9.º  | 2         |
| 1977 | 500cc  | Yamaha | VEN 4   | AUT DNS | GER -   | NAT -   |         | FRA -   |         | NED -   | BEL -   | SWE 2   | FIN 1   | CZE 1 | GBR Ret | 50     | 4.º  | 2         |
| 1978 | 500cc  | Yamaha | VEN Ret | ESP 4   | AUT 2   | FRA 23  | NAT Ret | NED 1   | BEL Ret | SWE 6   | FIN 3   | GBR 7   | GER 2   |       |         | 66     | 3.º  | 1         |
| 1979 | 500cc  | Yamaha | VEN NC  | AUT Ret | GER -   | NAT -   | ESP -   | YUG -   | NED -   | BEL DNS | SWE Ret | FIN 7   | GBR Ret | FRA 5 |         | 10     | 20.º | 0         |
| 1980 | 350cc  | Yamaha | NAT 1   |         | FRA 2   | NED 20  |         |         | GBR Ret | CZE Ret | GER 3   |         |         |       |         | 37     | 4.º  | 1         |
| 1980 | 500cc  | Yamaha | NAT 4   | ESP 6   | FRA 9   | NED 6   | BEL NC  | FIN -   | GBR 5   |         | GER 6   |         |         |       |         | 31     | 7.º  | 0         |

### Fórmula 1
(Clave) (negrita indica pole position) (cursiva indica vuelta rápida)

| Año  | Escudería                | 1       | 2       | 3       | 4       | 5        | 6       | 7       | 8       | 9       | 10      | 11      | 12      | 13     | 14  | 15  | 16  | Pos. | Puntos |
| ---- | ------------------------ | ------- | ------- | ------- | ------- | -------- | ------- | ------- | ------- | ------- | ------- | ------- | ------- | ------ | --- | --- | --- | ---- | ------ |
| 1983 | Theodore Racing Team     | BRA 14  | USW 6   | FRA 11  | SMR Ret | MON DNPQ | BEL 10  | USE Ret | CAN Ret | GBR DNQ | GER 11  | AUT DNQ | NED DNQ | ITA 12 | EUR | RSA |     | 19.º | 1      |
| 1984 | Toleman Group Motorsport | BRA Ret | RSA Ret | BEL Ret | SMR NC  | FRA Ret  | MON Ret | CAN 9   | USE Ret | USA Ret | GBR DNQ | GER     | AUT     | NED    | ITA | EUR | POR | NC   | 0      |